# Бунт в тюрьме Абу-Салим
Бунт в тюрьме Абу-Салим — бунт заключённых, произошедший в июне 1996 года в Триполи (Ливия).
На момент бунта в тюрьме Абу-Салим содержалось 1600—1700 заключённых. 28 июня 1996 года в тюремном блоке № 4 заключённые захватили тюремного охранника, вслед за чем совершили массовый побег из своих камер. Они были недовольны условиями содержания и ограничением, касающимся визитов родственников. Тюремная администрация начала переговоры с заключёнными. 29 июня бунт был подавлен с применением силы.
Факт бунта был признан ливийским лидером Муаммаром Каддафи лишь в 2004 году. По данным оппозиционной организации Национальный фронт спасения Ливии, было убито 1170 заключённых. Согласно Международному благотворительному фонду развития имени Каддафи, созданному Саифом Аль-Исламом (сыном Муаммара Каддафи), погибло 1167 человек. Общее число погибших (около 1200 человек) было подтверждено секретарём юстиции Ливии Мустафой Абдель Джалилем в интервью правозащитной организации Human Rights Watch в 2009 году.
По оценке Human Rights Watch, массовое убийство в Абу-Салим является нарушением статьи 6 Международного пакта о гражданских и политических правах (право человека на жизнь) и может являться преступлением против человечности.
26 сентября 2011 года, после свержения М.Каддафи, в Триполи было обнаружено массовое захоронение, в котором предположительно могут находиться до 1200 тел, которые, по словам представителя Переходного Национального Совета Ливии Халеда Шарифа, принадлежат заключённым, казнённым в Абу-Салимской тюрьме в Триполи в 1996 году.